# Рахимов, Халил Халяфович
Рахимов, Халил Халяфович (р. 2 мая 1961 года) — заместитель министра промышленности, инвестиционной и инновационной политики РБ (2007—2008 гг.), глава администрации города Салавата (2008—2009 гг.)

## Биография
Рахимов Халил Халяфович родился 2 мая 1961 года в деревне Нижнеибраево Стерлибашевский район, Башкирская АССР.
В 1983 году окончил УГНТУ — Уфимский государственный нефтяной технический университет (ранее Уфимский нефтяной институт) по специальности инженер химик-технолог. Кандидат технических наук 2005.
Трудовая биография:
1983—2001 — оператор технологической установки, начальник установки АВТ-2, зам. начальника цеха № 14, начальник цеха № 11, главный технолог, главный инженер НПЗ ОАО «Салаватнефтеоргсинтез»;
2001—2007 — первый заместитель генерального директора — главный инженер, технический директор-главный инженер, главный инженер ОАО «Салаватнефтеоргсинтез»;
2007—2008 — заместитель министра промышленности, инвестиционной и инновационной политики РБ;
2008—2009 — глава администрации городского округа город Салават РБ;
Рахимов Х. Х. в отставку с должности главы администрации ушел досрочно — по собственному желанию. Причины отставки — последствия финансового кризиса в стране.
C 2009 — генеральный директор ОАО «Салаватнефтемаш» (Газпром Нефтехим Салават).
C 2010 по настоящее время — Первый заместитель министра промышленности и инновационной политики Республики Башкортостан.

## Награды
- Звание «Почетный нефтяник» Минтопэнерго РФ
- Почетная грамота Министерства ЧС РБ
- Почетная грамота Администрации ГО в честь пуска производства этилбензола-стирола Медаль Петра Великого «За трудовую доблесть»
- Орден «За заслуги перед химической индустрией» I степени

## Публикации
Рахимов Х. Х. — автор 28 патентов на изобретения и более 50 научно-технических публикаций